# فيليسي أرينا
فيليسي أرينا (بالإنجليزية: Felice Arena)‏ هو كاتب للأطفال وكاتب أسترالي، ولد في 10 مارس 1968 في Kyabram ‏ في أستراليا.

## وصلات خارجية
- الموقع الرسمي
- فيليسي أرينا على موقع IMDb (الإنجليزية)